# الایجا پین
الایجا پین (به انگلیسی: Elijah Paine) سناتور سابق عضو حزب فدرالیست (آمریکا) بود. وی در سال ۱۷۹۵ تا ۱۸۰۱ میلادی سناتور ایالت ورمانت در سنای ایالات متحده آمریکا بود.